# Vrydagzynea tilungensis
Vrydagzynea tilungensis är en orkidéart som beskrevs av Johannes Jacobus Smith. Vrydagzynea tilungensis ingår i släktet Vrydagzynea och familjen orkidéer. Inga underarter finns listade i Catalogue of Life.